# Charles Levaillant
Pour les articles homonymes, voir Levaillant.
Charles Boers Levaillant né le 17 septembre 1796 à Chaillot (Paris), mort le 9 avril 1871 . Général de division, fils du voyageur et savant naturaliste François Levaillant, frère du général Jean Levaillant et cousin germain de Caroline Aupick, mère de Charles Baudelaire.
Son deuxième prénom: Boers vient d’une amitié sans bornes, de son père pour Willem Boers qui avait accueilli François Levaillant lors de son voyage au Cap et qui possédait de nombreuses collections.

## Carrière
Charles Levaillant débuta dans la carrière des armes le 12 juin 1813 comme soldat au bataillon d'instruction de la Garde impériale et fut nommé sergent-major aux Flanqueurs-Grenadiers de la Garde le 23 janvier 1814.
Stationnaire pendant les huit premières années de la Restauration, il entra, comme adjudant sous-officier, au 51e de Ligne le 16 octobre 1822, et fut nommé sous-lieutenant, au même régiment, le 5 mars 1823, et lieutenant le 30 juillet 1828.
Envoyé en Algérie auprès du Duc d'Aumale, il obtint le grade de capitaine-adjudant au 1er bataillon de zouaves le 29 septembre 1830, et continua de servir avec distinction en Algérie depuis 1830 jusqu'en 1841. Lors du retour d’Algérie du Duc d'Aumale, celui-ci entouré de ses officiers, dont Charles, est l’objet d’un attentat et Charles qui s’est avancé pour le protéger a son cheval tué sous lui, cheval pur-sang arabe que lui avait donné le duc en reconnaissance de services rendus en Algérie. À la mairie de La Noue un petit tableau représentant cet exploit est accroché au-dessus de la cheminée. 
Il avait été nommé chef de bataillon au 17e Léger le 11 septembre 1837, lieutenant-colonel du 17e Léger le 21 juin 1840 et il devint colonel de ce régiment le 10 février 1843.
Le 10 juillet 1848, Charles Levaillant fut promu au grade de général de brigade, et alla commander la 1re brigade de la 2e division du corps expéditionnaire en Italie. À ce titre participe au siège de Rome en 1849 (dessin de Raffet dans la base Joconde), est décoré de l'Ordre de Saint-Grégoire-le-Grand.
En décembre 1851 commandant des forces Armées du Var a Toulon (2e subdivision 7e division), nommé commandant de l'état de siège, doit réprimer la révolution républicaine qui fait suite au Coup d'État du 2 décembre 1851.
Il fut promu général de division le 10 août 1853 et intégra ensuite l'armée d'orient.
Commandant la 2e division du 1er corps d'armée, il prendra alors une place active dans la Guerre de Crimée.
Nommé gouverneur de Sébastopol en remplacement de François Achille Bazaine en 1855.
Charles demeure à Paris, 22, rue des Moulins, il meurt le 9 avril 1871, 22 boulevard Poissonnière.
Il est inhumé au cimetière du Père-Lachaise (42e division).

## Décorations
- Médaille de Sainte-Hélène (soldat en 1813)
- Chevalier de la Légion d'honneur de la promotion du 27 décembre 1830
- Officier de la Légion d'honneur le 23 novembre 1839
- Commandeur de la Légion d'honneur le 30 juin 1849
- Grand Officier de la Légion d'honneur le 10 aout 1853

Acceptation et droit de porter des décorations étrangères (décret du 13 juin 1853)
- Ordre de Saint-Grégoire-le-Grand [4] (Vatican)
- Ordre du Medjidie (Empire ottoman)
- Chevalier de l'étoile Ordre de la Couronne de chêne (Luxembourg) en 1849.
- Ordre du Bain (Grande-Bretagne)
- Médaille de Crimée (Grande-Bretagne)
- Médaille de la valeur militaire (Italie)

## Anecdote
Un gastéropode découvert en 1855 en Turquie porte son nom  (revue zoologique de la société cuverienne 1855)
Il semble qu'il ait également contribué à la recherche entomologique puisque l'ouvrage opuscules entomologiques de Étienne Mulsant (1855) lui est dédié.

## Iconographie
- Il existe une photographie de Pierre-Louis Pierson, éditée par Lemercier,  représentant Charles Levaillant en "grand uniforme a cheval" (pantalon blanc) portant ses décorations.

## Sources
« Charles Levaillant », dans Charles Mullié, Biographie des célébrités militaires des armées de terre et de mer de 1789 à 1850, 1852 [détail de l’édition]